# Hôkago no Pleiades
Pour les articles homonymes, voir Pléiade.
Hôkago no Pleiades (放課後のプレアデス, Hōkago no Pureadesu) est une série de quatre original net animation produite par le studio Gainax en collaboration avec le constructeur automobile Subaru, diffusée sur YouTube le 1er février 2011. Une série télévisée d'animation est diffusée entre avril et juin 2015, et un film d'animation est en production.

## Personnages
Subaru (すばる)
Voix japonaise : Natsumi Takamori
Aoi (あおい)
Voix japonaise : Ayuru Ōhashi
Itsuki (いつき)
Voix japonaise : Kanako Tateno
Hikaru (ひかる)
Voix japonaise : Yui Makino
Nanako (ななこ)
Voix japonaise : Saki Fujita
Pleiadien (プレアデス星人, Pureadesuseijin)
Voix japonaise : Saki Fujita
Minato (みなと)
Voix japonaise : Houko Kuwashima

## Anime

### Original net animation
Hôkago no Pleiades est une série de quatre original net animation produite par le studio Gainax en collaboration avec le constructeur automobile Subaru. Les épisodes sont diffusés sur YouTube le 1er février 2011.

### Série télévisée
La production d'une série télévisée est annoncée en février 2014 pour le troisième anniversaire de la collaboration entre Subaru et Gainax. Celle-ci est diffusée initialement à partir du 9 avril 2015 sur Tokyo MX au Japon et en simulcast sur Crunchyroll dans les pays francophones.

### Film
La production d'un film d'animation est annoncée en mars 2013 lors du Tokyo International Anime Fair.

## Manga
Un premier manga dessiné par Anmi est publié depuis le 27 octobre 2014 dans le magazine Monthly Comic Rex de l'éditeur Ichijinsha. Un second manga, au format yonkoma, dessiné par Mirai Denki est publié depuis le 22 décembre 2014 dans le magazine Manga 4-koma Pallette de l'éditeur Ichijinsha.